# سیارک ۲۱۰۰۳۵
سیارک ۲۱۰۰۳۵ (به انگلیسی: 210035 Jungli، نامگذاری:2006OG5)۲۱۰۰۳۵مین سیارک کشف شده‌است که در ۱۸ ژوئیه ۲۰۰۶ کشف شد.